# MX (krant)

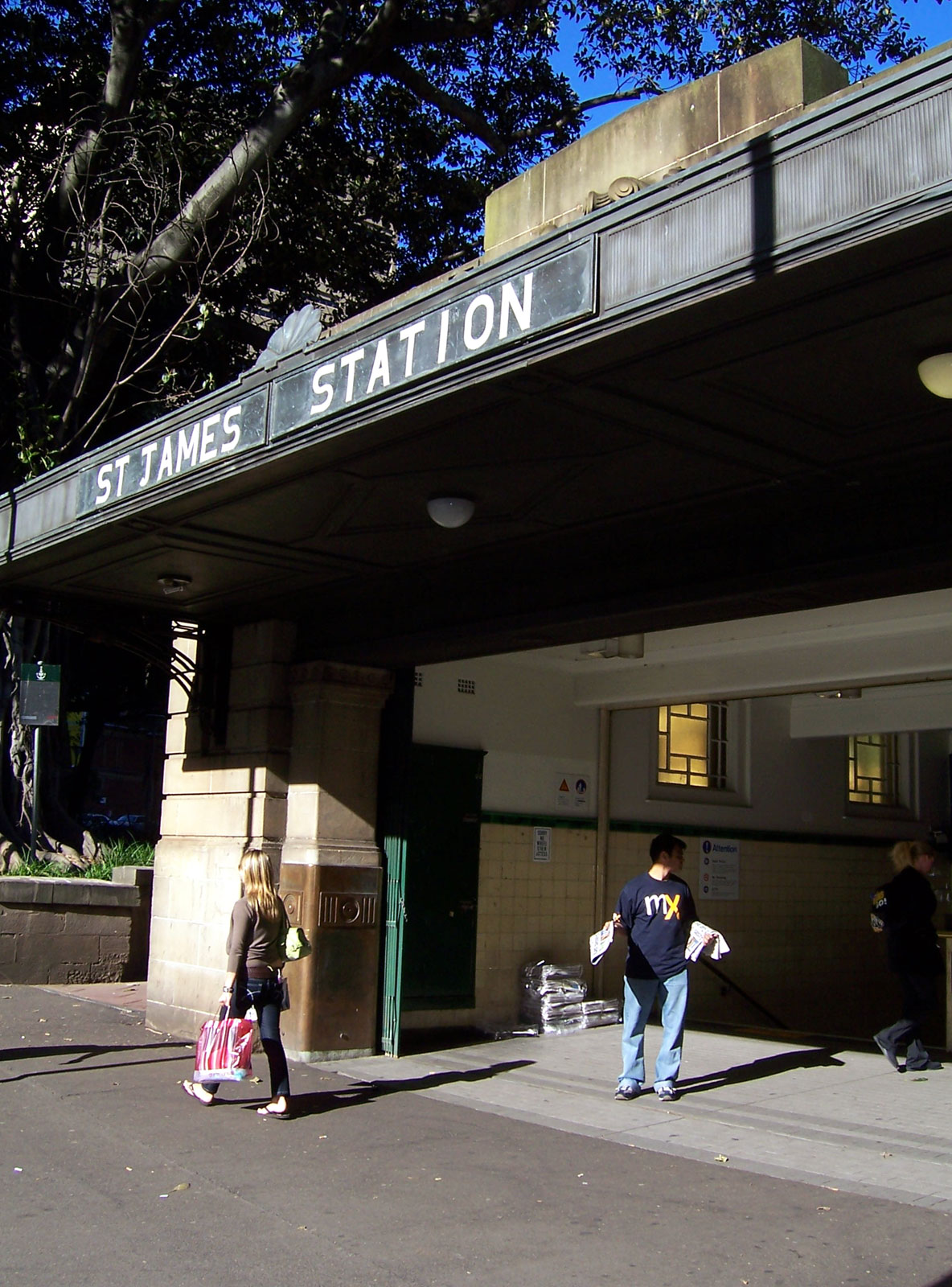
mX wordt uitgedeeld op het St. James railway station, Sydney.

mX was een Australische gratis krant in tabloidformaat die elke werkdag werd uitgegeven in de steden Melbourne, Sydney en Brisbane. mX was de enige dagelijkse krant in Australië voor forenzen. mX richtte zich op de leeftijdscategorie 18 - 39 jaar. De krant werd 's middags verspreid op treinstations, tram- en bushaltes evenals drukke kruispunten in het zakendistrict. mX verscheen in 2001 in Melbourne. In juli 2005 volgde Sydney en Brisbane in maart 2007. mX is eigendom van News Limited.
Op 12 juni 2015 verscheen de laatste papieren editie. Wel is er via de site een app beschikbaar, waarin het nieuwsaanbod wordt aangeboden.

## Inhoud
De nieuwsberichten in mX gaan vooral over het minder zwaar wegende nieuws en lokale gebeurtenissen. Ook worden grappige of aparte nieuwsfeiten over de hele wereld gebracht onder de losse kopjes "What The?" en "Nice One".
Vaste rubrieken zijn:
- Vent Your Spleen: Korte tekstberichtjes die ingezonden zijn door lezers, voornamelijk klachten of opmerkingen over recente gebeurtenissen.
- Overheard: Opmerkelijke uitspraken die men onlangs gehoord heeft.
- Here's Looking at You: Berichtjes waarin iemand aangeeft zich aangetrokken te voelen tot een persoon die men onlangs ontmoet of gezien heeft. Soms ook gebruikt om complimentjes of bedankjes door te geven.
- Lost in Love: Elke dag kan iemand een vraag over de liefde insturen en de volgende dag verschijnt de vraag met een selectie van de ingezonden reacties.
- My Platform: Drie personen geven een korte reactie op een gestelde vraag.